# Конфедерат Борис Васильович
Борис Васильович Конфедерат (нар. 4 липня 1943, Кіровоград, УРСР) — радянський футболіст та арбітр, виступав на позиції воротаря.

## Життєпис
На початку кар'єри грав за команди нижчих ліг й КФК «Зірка» Кіровоград (1960), «Торпедо» Кременчук (1961—1962), «Дніпро» Кременчук (1963), «Ангара» Іркутськ (1964), «Армієць» / «Селенга» Улан-Уде (1964—1966). 1967 рік розпочав у складі ленінградського «Зеніту», але за основну команду не грав. У 1967—1973 роках провів 105 матчів за «Спартак» Орджонікідзе, у 1970 році у вищій лізі в 10 поєдинках пропустив 19 м'ячів.
З 1977 року працював суддею. У 1982—1984 роках боковим арбітром провів 14 матчів чемпіонату.
Син Андрій (нар. 1967) в першості України виступав за «Вагонобудівник» Кременчук також на позиції воротаря.
По завершенні кар'єри залишився проживати в Кіровограді